# Арена Самоков
„Арена Самоков“ е мултифункционална спортна зала, построена в гр. Самоков.
Капацитетът на голямата зала е за 2500 души, като за строежа ѝ са инвестирани около 16 млн. лв. Строителството е извършено от „Главболгарстрой Холдинг“. Съоръжението се използва за развитието на над 25 вида спорт – баскетбол, волейбол и др. Сградата разполага още с тренировъчна зала, стая за пресконференции, съблекални и асансьори. Официално е открита на 8 март 2008 от президента Георги Първанов с демонстрационния мач „Тойота“ – „Леденика“ (113:90).
От 25 до 27 март 2008 г. в залата се провеждат финалите за Купата на България с участието на „Лукойл Академик“, „Левски“, „Черно море“ и „ЦСКА“. „Лукойл Академик“ са крайни победители в турнира след победа на финала над „Черно море“, на трето и четвърто място завършват съответно „Левски“ и „ЦСКА“.